# Рудаков Валерій Вікторович
Валерій Вікторович Рудаков (рос. Валерий Викторович Рудаков, нар. 30 травня 1955, Донецьк) — радянський український футболіст та тренер, дворазовий володар Кубка СРСР, майстер спорту СРСР (1976), Заслужений тренер України (2013), Почесний працівник фізичної культури і спорту України.

## Клубна кар'єра
Дитинство Валерія Рудакова пройшло в селищі Об'єднаний, що на околиці Сталіна. Там же захопився футболом, беручи участь у вуличних футбольних баталіях зі своїми однолітками. У 1966 році, будучи учнем 4-го класу, Валерій приїхав на перегляд у футбольну школу при команді майстрів донецького «Шахтаря». Але виявилося, що набір проводився для юнаків 1954 року народження. Все ж тренер, Петро Андрійович Пономаренко, прийняв в свою групу і декілька хлопців молодшого віку, в тому числі й юного Рудакова. Проте, через деякий час, з тренуваннями довелося розлучитися. У наступному році Валерій, тепер уже зі своїми однолітками, пройшов відбір і почав займатися у тренера Юрія Володимировича Захарова, а пізніше продовжив навчання в іншого наставника — Євгена Яковича Шейко. У 1972 році, молодий футболіст був зарахований до дублюючого складу команди гірницьків, де грав на позиціях центрального й флангового захисника.
Незабаром Валерій отримав запрошення до юнацької збірної СРСР, у складі якої, в червні 1973 року, грав на юніорському чемпіонаті Європи, який проходив в Італії. Радянська збірна виступила непогано, хоча й не змогла пробитися в півфінал. По ходу турніру не програвши жодного матчу, за різницею забитих-пропущених м'ячів, збірна СРСР поступилися на шляху в призери болгарським одноліткам.
У 1974 році Рудаков зіграв свій перший матч у вищій лізі. Дебют відбувся 29 серпня, в поєдинку «Зеніт» (Ленінград) — «Шахтар». Валерій вийшов у стартовому складі, але вже на 26-ій хвилині отримав пошкодження і був замінений. Відновившись продовжив грати за резервістів, лише двічі в сезоні 1975 року з'явившись на футбольному полі в складі першої команди. Тільки починаючи з 1976 року, тренер «Шахтаря» Володимир Сальков став більше довіряти молодому гравцеві, якому ще й визначив нову позицію на футбольному полі — в центрі півзахисту. У матчі весняної частини чемпіонату 1976 року проти одеського «Чорноморця», який відбувся 26 травня, Рудаков відзначився і своїм першим голом в елітному дивізіоні, підключившись на 4-ій хвилині матчу до подачі кутового, головою переправив м'яч у ворота одеського голкіпера Сергія Крамаренка.
29 вересня 1976 року, Рудаков дебютував в єврокубкових матчах, замінивши в другому таймі поєдинку Кубка УЄФА «Динамо» (Берлін) — «Шахтар» (Донецьк) 1:1, Юрія Дудинського. Всього ж в єврокубкових турнірах провів 16 матчів (Кубок володарів кубків — 7 матчів, Кубок УЄФА — 9 матчів).
Поступово Валерій Рудаков став одним з лідерів і ключовим футболістом донецької команди, яка в 1978 році стала бронзовим призером чемпіонату, а також вийшла в фінал Кубка СРСР. По закінченню сезону, в «Шахтарі» відбулася зміна тренерів. Колектив очолив новий наставник — Віктор Носов, який працював до цього помічником Салькова. Новий сезон команда провела ще більш впевнено ніж попередній, по ходу чемпіонату претендуючи на перемогу, але в підсумку поступившись першим рядком московському «Спартаку», а Рудаков з партнерами стали срібними медалістами. У 1980 році Валерій Рудаков став володарем Кубка СРСР. Його команда впевнено пройшла всі етапи кубкового турніру, обігравши в півфіналі московський «Спартак» і здобула перемогу в фінальному матчі проти тбіліських динамівців. Вагомий внесок у кубковий тріумф вніс і Рудаков. Представляючи своїх партнерів тижневику «Футбол-хокей», капітан команди Володимир Сафонов дав таку характеристику своєму одноклубнику:
|  | Футболіст холоднокровний, розважливий, пластичний, він може зіграти практично на будь-якому місці, але завжди чітко виконує тренерську установку. У творчій грі Валерій так само дуже корисний, тому що бачить поле й володіє пасом. Виходи його на ударний кордон, як правило несподівані для суперника, причому удар у нього чіткий. І що ще характерно, в грі бойовий, агресивний, а в житті чи не найскромніший і найдоброзичливіший з усіх |

У 1983 році донецька команда знову показала свій кубковий характер, в черговий раз ставши володарем престижного трофея, обігравши в фіналі Кубка СРСР «Металіст», а в наступному році, в протистоянні з чемпіоном країни — «Дніпром», стала переможцем Кубка сезону. Одним з найкращих в поєдинках був досвідчений опорний півзахисник Рудаков, який відрізнявся самовідданою грою при відборі м'яча і був сполучною ланкою між обороною і атакуючої лінією команди. У 1985 і 1986 роках, «Шахтар» ще двічі пробивався у фінал Кубка країни, але на цей раз поступався своїм суперникам у вирішальних матчах. Фінальний поєдинок Кубка СРСР 1986 року «Торпедо» (Москва) — «Шахтар», став п'ятим фіналом Кубка СРСР, в якому Валерій брав участь.
Наприкінці 1986 року «Шахтар» покинув головний тренер Віктор Носов. Колектив очолив Анатолій Коньков, який став робити ставку на інших футболістів, після чого 31-річний Рудаков вирішив покинути команду, відігравши наступний сезон у першоліговому «Колосі» з Нікополя. Повернувшись до Донецька, тренував юних футболістів. У 1989 році Микола Максимович Головко, який тренував жданівський «Новатор», запросив Валерія в команду на посаду граючого тренера. Закінчував ігрову кар'єру в аматорських колективах «Антрацит» (Кіровське) і «Гірник» (Гірське).

## Тренерська кар'єра
Тренерську кар'єру Валерій Рудаков почав ще будучи діючим гравцем у маріупольському «Новаторі» й кіровському «Антрациті», де був граючим помічником наставників цих команд. Навесні 1992 року, Рудаков продовжував виходити на футбольне поле, граючи в аматорському чемпіонаті України за команду «Гірник» (Гірське), але вже влітку дістав запрошення головного тренера донецького «Шахтаря» Валерія Яремченка увійти до його тренерського штабу як помічник і селекціонер. У сезоні 1995/96 року Валерій Вікторович був призначений головним тренером «Шахтаря», який переживала тоді не найкращі часи. Але ситуацію наставнику виправити не вдалося, за підсумками чемпіонату гірники фінішували лише на 10-му місці і по завершенні сезону тренер поступився своєю посадою Валерію Яремченко, перейшовши на роботу з молодими футболістами клубу, декілька років був одним з тренерів «Шахтаря-3».
У 1999 році, Михайло Калита, який тренував СК «Миколаїв», запросив Валерія в свій клуб на посаду другого тренера. У Миколаєві фахівець пропрацював майже три роки. У грудні 2002 року Рудаков повернувся в Донецьк, де був призначений помічником головного тренера команди «Шахтар-3». З 2004 по 2007 рік Валерій Вікторович працював головним тренером дублюючого складу донецького клубу. З 2007 року знову в тренерському штабі «Шахтаря-3», В сезоні 2008/09 років, спочатку в тандемі з Ігорем Леоновим а потім самостійно, очолює цей колектив.
З 2010 року працює з юнацькими командами ФК «Шахтар», з якими бере участь в чемпіонатах ДЮФЛ України. У 2012 році, його 17-річні підопічні, обігравши у вирішальному матчі команду своїх однолітків з київського «Динамо», стають чемпіонами України у своїй віковій категорії. У 2013 році знову призначений головним тренером команди Шахтар-3, який виступав у другій лізі. У липні 2013 року, за внесок у розвиток футболу і підготовку молодих футболістів для збірних команд країни, Валерій Вікторович Рудаков удостоєний звання «Заслуженого тренера України».

## Досягнення
- Чемпіонат СРСР
  -  Срібний призер (1): 1979
  -  Бронзовий призер (1): 1978

- Кубок СРСР
  -  Володар (2): 1980, 1983
  -  Фіналіст (3): 1978, 1985, 1986

- Суперкубок СРСР
  -  Володар (1): 1984

## Освіта
- Закінчив Донецький інститут радянської торгівлі.